# Martino Rota
Martino Rota, také Martin Rota Kolunić, (1520? Šibenik – 1583 Praha nebo Vídeň) byl dalmatský rytec. Do rytiny převedl řadu prací italských mistrů, včetně Michelangela Buonarrotiho, Raffaela Santiho, Tiziana Vecelliho či Federica Zuccariho. Jeho rytiny a obrazy rodiny Habsburků ho přivedly do služeb Maxmiliána II. a Rudolfa II., přičemž některé z nich posloužily Aegidiu Sadelerovi jako předlohy pro jeho portrétní rytiny.

## Životopisná data
Málo je známo o tom, u koho se vyučil portrétní malbě a technice rytiny. Učňovská léta ukončil v dílně Orazia Fortezzy, zlatníka v Šibeniku. V roce 1540 odešel do Říma, kde působil především jako rytec. Předpokládá se, že v Římě spolupracoval s Cornelisem Cortem, významným rytcem nizozemského původu. Později pracoval ve Florencii a následně v Benátkách, kde působil až do roku 1567. Pravděpodobně následujícího roku, nejpozději však v roce 1573, odešel do Vídně, kde se stal dvorním rytcem. Ve Vídni pracoval asi do roku 1580. Poté odešel s císařským dvorem do Prahy. Někteří historici umění však kladou jeho odchod do Prahy až do roku 1583, a to v souvislosti s přemístěním dvora Rudolfa II. z Vídně do Prahy. Několik měsíců na to Rota v Praze (nebo ve Vídni) zemřel.

## Umělecká tvorba
Byl uznávaným rytcem pracujícím ve stylu Marcantonia Raimondiho, významného italského rytce a kreslíře. Ve svých rytinách často kombinoval na stejné desce rytinu doplněnou leptem. Několik rytin vzniklo podle vlastního návrhu, přičemž výsledná rytina v sobě zahrnovala řadu různorodých podnětů. Většina rytin však vznikla podle obrazů a fresek severoitalských renesančních malířů. Jednou z jeho nejlepších prací je grafický list zhotovený podle Michelangelovy fresky Posledního soudu na západní stěně Sixtinské kaple ve Vatikánu.
Jeho rytina z roku 1576, pro niž čerpal námět nejen z Michelangelova Posledního soudu, ale i z Tizianových a Raffaelových fresek, má dvě úrovně. Horní polovině grafického listu dominuje postava Krista spolu s Pannou Marií a sv. Janem Křtitelem. Níže se nacházejí evangelisté a proroci, a vedle nich vpravo i císař Ferdinand I., který ke Kristu přivádí svého již zemřelého syna Maxmiliána II. Habsburského. Dolní části dominuje postava archanděla Michaela, kdy za zvuku trub k nebi stoupají spravedliví, zatímco hříšníci jsou unášeni do pekla. Později tuto verzi přepracoval do nové podoby, v níž císař Ferdinand I. a jeho syn Maxmilián ustoupili do pozadí a upřednostněn byl císař Rudolf II. s dvořany. Poslední varianta tohoto grafického listu, kterou již nestačil dokončit a vydat, je z roku 1583 a uveřejnil ji až Anselm Boëtius de Boodt v roce 1588.

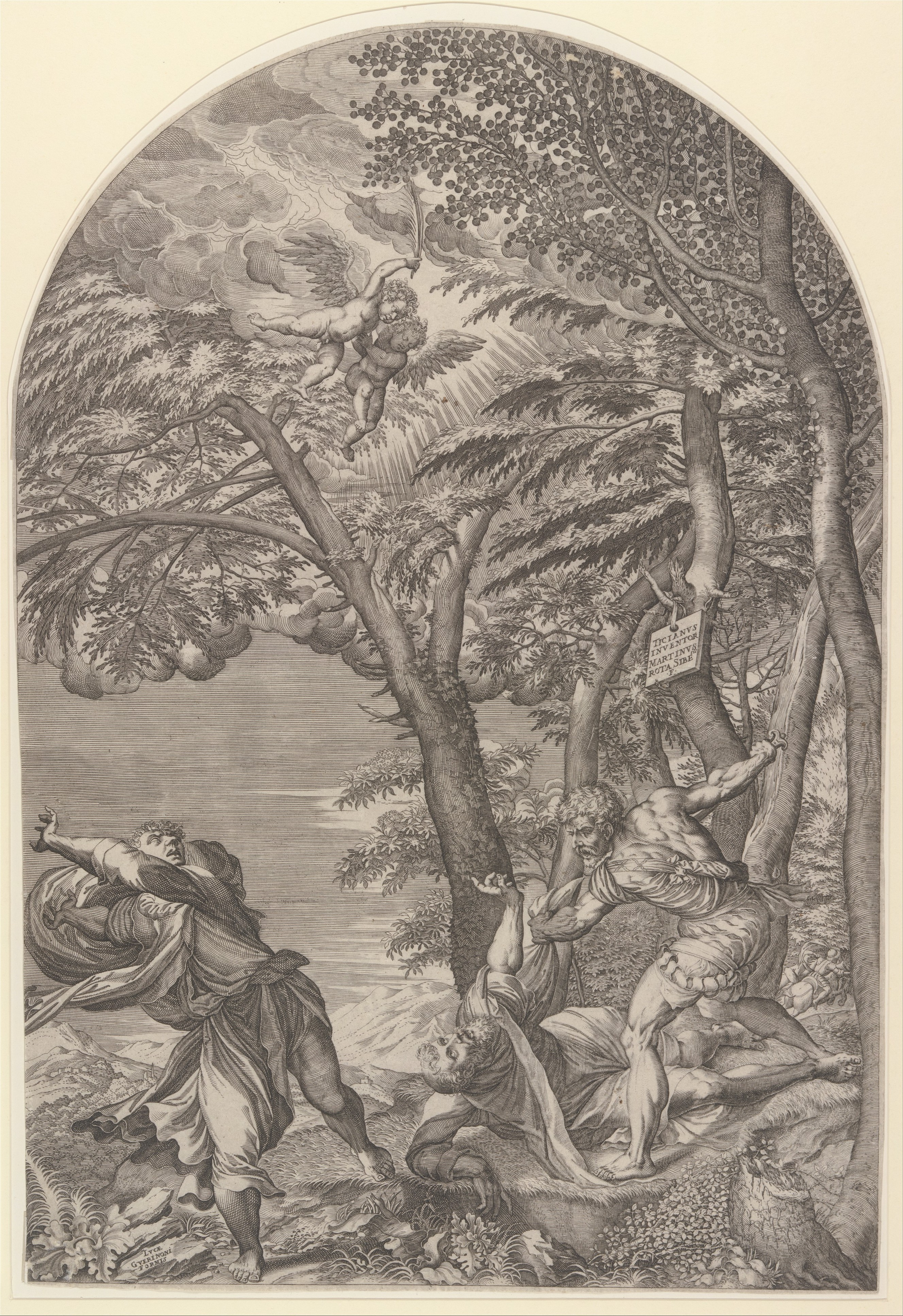
Umučení sv. Petra (rytinu podle Tizianova oltářního obrazu zhotovil Rota asi r. 1560, Metropolitní muzeum umění v New Yorku)

Jednou z rytin provedených podle obrazů renesančních malířů, je rytina nazvaná Umučení sv. Petra zhotovená kolem roku 1560. Byla provedena podle již neexistujícího Tizianova oltářního obrazu, který je dnes známý jen díky této rytině. Jeho rytecká činnost zasahovala i mimo portrétní tvorbu a zahrnovala také rytiny map a městských vedut.

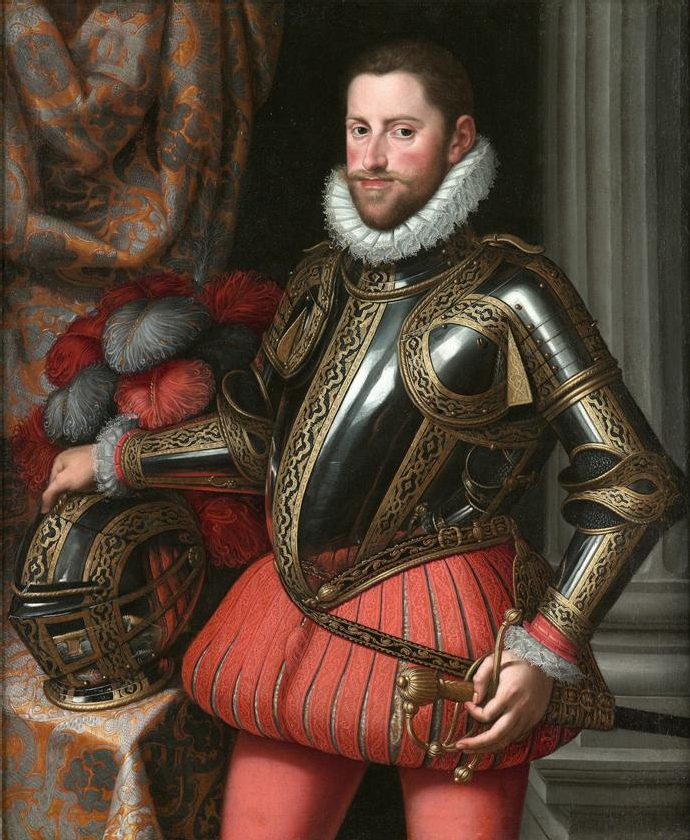
Portrét arcivévody Arnošta Habsburského z let 1577–1580 (Uměleckohistorické muzeum, Vídeň)

Rovněž maloval portréty, a to především příslušníků habsburské dynastie. Připisovány jsou mu i portréty vysoké české (Jan IV. z Pernštejna, Lobkowiczké sbírky, Pražský hrad) a uherské šlechty (Ján Kružica, Trenčanské muzeum, Trenčín).

## Umělecko-historický význam díla Martino Roty
Byl prvním významným portrétistou císaře Rudolfa II. a dalších příslušníků habsburského rodu. Vedle vlastních ryteckých návrhů seznamoval širší veřejnost s díly významných malířů italské renesance formou cenově dostupných grafických listů. V portrétech habsburské dynastie pak použil kompozice, které byly vzorem i pro několik dalších uměleckých generací, což mimo jiné dokládají portrétní rytiny Aegidia Sadelera.